# Anstalten Halmstad
Anstalten Halmstad är ett fängelse som ligger ungefär 5 km väster om centrala Halmstad. Anstalten har 104 platser och 80 anställda. 93 av dessa platser är i säkerhetsklass 2 och 11 platser i säkerhetsklass 3.
De intagna har möjlighet att gå behandlingsprogram, studera, arbeta och träna.
Anstalten byggdes 1990 och hade då 49 platser. Den ersatte det tidigare Länsfängelset i Halmstad ("Gula briggen"), som varit i drift sedan 1858.